# Sant Andreu de Llavaneres
Sant Andreu de Llavaneres (em catalão e oficialmente) ou San Andrés de Llavaneras (em castelhano) é um município da Espanha na comarca de Maresme, província de Barcelona, comunidade autónoma da Catalunha. Tem 11,84 km² de área e em 2021 tinha 11 150 habitantes (densidade: 941,7 hab./km²).

## Demografia
| Variação demográfica do município entre 1991 e 2004[carece de fontes?] | Variação demográfica do município entre 1991 e 2004[carece de fontes?] | Variação demográfica do município entre 1991 e 2004[carece de fontes?] | Variação demográfica do município entre 1991 e 2004[carece de fontes?] |
| ---------------------------------------------------------------------- | ---------------------------------------------------------------------- | ---------------------------------------------------------------------- | ---------------------------------------------------------------------- |
| 1991                                                                   | 1996                                                                   | 2001                                                                   | 2004                                                                   |
| 4183                                                                   | 6194                                                                   | 7833                                                                   | 8707                                                                   |